# Premio Tesis Doctorales Jaime Brunet
El Premio Tesis Doctorales Jaime Brunet es un premio que otorga la Fundación Brunet de la Universidad Pública de Navarra a aquellos estudiante que finalizan sus estudios de doctorado enmarcado en promover y difundir la defensa de los derechos humanos y para contribuir a la erradicación de las situaciones o tratos inhumanos o degradantes, vulneradores de los derechos inherentes a la dignidad de la persona.

## Características del premio[6]
El premio, creado el año 2016, sirve para distinguir, cada año, el trabajo de tesis de un estudiante universitario dentro de las diversas temáticas permitidas, en el contexto de los Trabajos de Doctorado. De esta manera, no sólo se potencia el interés por la situación, protección, denuncia o colaboración para mejorar los derechos de las personas, sino que además se reconoce el esfuerzo de los jóvenes que culminan sus estudios universitarios.
Se convoca cada año en el mes de enero, y el plazo de entrega de los mismos a la Fundación Brunet queda abierto hasta el 10 de octubre siguiente año. Está dotado con 2.000 euros y un certificado para el estudiante, y con un certificado para el director académico.
El premio podrá ser declarado desierto si así lo estima el comité organizador.

## Galardonados

### Primera Edición
María Chiara Marullo fue la primera ganadora del premio Jaime Brunet en la categoría de tesis, y lo hizo con una investigación doctoral titulada “Las tendencias internacionales en tema de jurisdicción internacional y la experiencia española”. En dicha tesis, la jurista italiana analizaba el sistema penal internacional dentro del contexto de la justicia global y protección de los Derechos Humanos, estudiando los diferentes instrumentos que lo componen y su papel en la lucha contra la impunidad.

### Segunda Edición
María López Belloso (Santurtzi, Bizkaia, 1979) fue premiada por su trabajo “Los procesos de verdad, justicia y reparación a las víctimas de desaparición forzada en el conflicto del Sáhara Occidental”, que posteriormente fue editado por la UPNA.

### Tercera Edición
La tesis defendida en 2017 en la Universidad Autónoma de Barcelona por la investigadora Bettina Steible (Montpellier, Francia, 1987) aborda la ausencia de mecanismos centralizados de control encargados de su correcta aplicación y ejecución en un contexto en el que los conflictos armados se suceden en distintas partes del mundo.

### Cuarta edición
En 2018, la ganadora fue la jurista Bettina Steible por su investigación “Asegurar el cumplimiento del Derecho Internacional Humanitario. Europa, Francia y España”, una investigación dirigida por la catedrática Teresa Freixes en donde se aborda la ausencia de mecanismos centralizados de control encargados de su correcta aplicación y ejecución en un contexto en el que los conflictos armados se suceden en distintas partes del mundo.